# حقل ماركوف العشوائي المخفي
إن حقل ماركوف العشوائي المخفي هو تعميم لنموذج ماركوف المخفي. بدلاً من وجود سلسلة ماركوف ضمنية، تحتوي حقول ماركوف العشوائية المخفية على أحد حقول ماركوف العشوائية الضمنية.
لنفترض أننا نلاحظ المتغير العشوائي {\displaystyle Y_{i}}, حيث {\displaystyle i\in S}.
وتفترض حقول ماركوف العشوائية المخفية أن الطبيعة الاحتمالية {\displaystyle Y_{i}} يتم تحديدها عن طريق
حقل ماركوف العشوائي غير القابل للمراقبة {\displaystyle X_{i}}, {\displaystyle i\in S}.
وهذا يعني أنه في ضوء{\displaystyle N_{i}} of {\displaystyle X_{i}},
{\displaystyle X_{i}} فهي تعد مستقلة عن جميع {\displaystyle X_{j}} أخرى (خاصية ماركوف).
ويعد الفرق الرئيسي مع نموذج ماركوف المخفي هو أن الجوار لم يتم تحديده في بعد 1
ولكن ضمن شبكة، بمعنى أن {\displaystyle X_{i}} مسموح أن يكون لها أكثر من اثنين من الجيران
التي قد تكون في سلسلة ماركوف.
تم تشكيل النموذج بالطريقة المقدمة {\displaystyle X_{i}}, {\displaystyle Y_{i}} المستقلة
(الاستقلال المشروط للمتغيرات الممكن مُراقبتها في ضوء حقل ماركوف العشوائي).